# Pollex sansdigit
Pollex sansdigit là một loài bướm đêm thuộc họ Erebidae. Nó được tìm thấy ở Mindanao ở Philippines.
Sải cánh dài khoảng 12 mm. Cánh trước khá rộng và màu nâu hơi xám. Cánh dưới nhỏ màu nâu đậm đồng nhất.